# رادیک پطروسیان
رادیک پطروسیان (ارمنی: Ռադիկ Պետրոսյան؛ زاده ۱ ژانویهٔ ۱۹۸۱) یک وزنه‌بردار مرد اهل ارمنستان است که در مسابقات قهرمانی وزنه‌برداری اروپا در مجموع در مسابقات قهرمانی وزنه‌برداری نوجوانان اروپا برندهٔ ۲ مدال طلا و مسابقات قهرمانی وزنه‌برداری جوانان اروپا ۱ مدال نقره و در مسابقات قهرمانی وزنه‌برداری جوانان جهان ۲ مدال نقره شده‌است.

## نتایج مهم
| سال                                                  | مکان                                   | وزن                                    | یک ضرب (ک‌گ)                            | یک ضرب (ک‌گ)                            | یک ضرب (ک‌گ)                            | یک ضرب (ک‌گ)                            | یک ضرب (ک‌گ)                            | دوضرب (ک‌گ)                             | دوضرب (ک‌گ)                             | دوضرب (ک‌گ)                             | دوضرب (ک‌گ)                             | دوضرب (ک‌گ)                             | مجموع                                  | رتبه                                   |
| سال                                                  | مکان                                   | وزن                                    | ۱                                      | ۲                                      | ۳                                      | نتیجه                                  | رتبه                                   | ۱                                      | ۲                                      | ۳                                      | نتیجه                                  | رتبه                                   | مجموع                                  | رتبه                                   |
| مسابقات قهرمانی وزنه‌برداری جوانان جهان               | مسابقات قهرمانی وزنه‌برداری جوانان جهان | مسابقات قهرمانی وزنه‌برداری جوانان جهان | مسابقات قهرمانی وزنه‌برداری جوانان جهان | مسابقات قهرمانی وزنه‌برداری جوانان جهان | مسابقات قهرمانی وزنه‌برداری جوانان جهان | مسابقات قهرمانی وزنه‌برداری جوانان جهان | مسابقات قهرمانی وزنه‌برداری جوانان جهان | مسابقات قهرمانی وزنه‌برداری جوانان جهان | مسابقات قهرمانی وزنه‌برداری جوانان جهان | مسابقات قهرمانی وزنه‌برداری جوانان جهان | مسابقات قهرمانی وزنه‌برداری جوانان جهان | مسابقات قهرمانی وزنه‌برداری جوانان جهان | مسابقات قهرمانی وزنه‌برداری جوانان جهان | مسابقات قهرمانی وزنه‌برداری جوانان جهان |
| ---------------------------------------------------- | -------------------------------------- | -------------------------------------- | -------------------------------------- | -------------------------------------- | -------------------------------------- | -------------------------------------- | -------------------------------------- | -------------------------------------- | -------------------------------------- | -------------------------------------- | -------------------------------------- | -------------------------------------- | -------------------------------------- | -------------------------------------- |
| ۲۰۰۰                                                 | پراگ، جمهوری چک                        | ۷۷ ک‌گ                                  | ۱۴۷٫۵                                  | ۱۵۲٫۵                                  | ۱۵۵                                    | ۱۵۲٫۵                                  | ۳                                      | ۱۰۰                                    | --                                     | --                                     | --                                     | -                                      | '                                      | '                                      |
| ۱۹۹۹                                                 | ساوانه، ایالات متحده آمریکا            | ۷۷ ک‌گ                                  | ۱۴۵                                    | ۱۵۰                                    | ۱۵۲٫۵                                  | ۱۵۲٫۵                                  | ۴                                      | ۱۷۷٫۵                                  | ۱۷۷٫۵                                  | ۱۸۲٫۵                                  | ۱۸۲٫۵                                  | ۳                                      | ۳۳۵                                    | 2                                      |
| ۱۹۹۸                                                 | صوفیه، بلغارستان                       | ۶۹ ک‌گ                                  | ۱۳۲٫۵                                  | ۱۳۷٫۵                                  | ۱۳۷٫۵                                  | ۱۳۷٫۵                                  | ۴                                      | ۱۷۰                                    | ۱۷۷٫۵                                  | ۱۷۷٫۵                                  | ۱۷۰                                    | ۲                                      | ۳۰۷٫۵                                  | 2                                      |
| مسابقات قهرمانی وزنه‌برداری جوانان و زیر ۲۳ سال اروپا |                                        |                                        |                                        |                                        |                                        |                                        |                                        |                                        |                                        |                                        |                                        |                                        |                                        |                                        |
| ۱۹۹۹(J)                                              | سپاوا، لهستان                          | ۷۷ ک‌گ                                  | ۱۴۵                                    | ۱۴۵                                    | ۱۴۵                                    | ۱۴۵                                    | ۲                                      | ۱۷۵                                    | ۱۸۰                                    | ۱۸۰                                    | ۱۷۵                                    | ۵                                      | ۳۲۰                                    | ۵                                      |
| ۱۹۹۸(J)                                              | صوفیه، بلغارستان                       | ۶۹ ک‌گ                                  | ۱۳۵                                    | ۱۳۵                                    | ۱۴۰                                    | ۱۴۰                                    | ۴                                      | ۱۷۲٫۵                                  | ۱۷۷٫۵                                  | ۱۸۵                                    | ۱۷۷٫۵                                  | ۲                                      | ۳۱۷٫۵                                  | 2                                      |
| مسابقات قهرمانی وزنه‌برداری نوجوانان اروپا            |                                        |                                        |                                        |                                        |                                        |                                        |                                        |                                        |                                        |                                        |                                        |                                        |                                        |                                        |
| ۱۹۹۷                                                 | تاتابانیا، مجارستان                    | ۷۰ ک‌گ                                  | ۱۱۷٫۵                                  | ۱۲۲٫۵                                  | ۱۲۵                                    | ۱۲۵                                    | ۱                                      | ۱۴۰                                    | ۱۴۷٫۵                                  | ۱۴۷٫۵                                  | ۱۴۷٫۵                                  | ۱                                      | ۲۷۲٫۵                                  | 1                                      |
| ۱۹۹۶                                                 | بورگاس، بلغارستان                      | ۵۹ ک‌گ                                  | ۹۵                                     | ۹۵                                     | ۱۰۰                                    | ۱۰۰                                    | ۲                                      | ۱۱۷٫۵                                  | ۱۲۲٫۵                                  | ۱۲۵                                    | ۱۲۲٫۵                                  | ۱                                      | ۲۲۲٫۵                                  | 1                                      |